# Doryopteris cyclophylla
Doryopteris cyclophylla är en kantbräkenväxtart som beskrevs av Alan Reid Smith. Doryopteris cyclophylla ingår i släktet Doryopteris och familjen Pteridaceae. Inga underarter finns listade.